# Lisa Fernandez
Lisa Maria Fernandez  (Long Beach, 22 de febrero de 1971) es una ex jugadora de softbol puertorriqueña-estadounidense y entrenadora asistente en el equipo de softbol UCLA Bruins. Jugando como lanzadora de bateo diestra y tercera base, fue una colegiada y ganadora de tres medallas olímpicas .
Fernández jugó para los UCLA Bruins de 1990 a 1993, y fue dos veces campeona nacional y cuatro veces primer equipo All-American. Ella continúa manteniendo los récords de UCLA de invictas en su carrera, WHIP y porcentaje de victorias. También estableció récords olímpicos en softbol con 25 ponches en un juego y el mejor promedio de bateo para un solo torneo como miembro del equipo nacional de softbol femenino de Estados Unidos. 
Además, se destaca por haber lanzado en tres juegos consecutivos por la medalla de oro, consiguiendo un salvamento en 1996, una blanqueada en entradas extra en 2000 antes de concluir la carrera al ceñir la medalla de 2004 en una victoria de 5-1.  Fernández fue nombrada la mejor jugadora de Softbol Universitario # 1 y fue homenajeada en el Salón de la Fama del Softbol de EE.

## Años tempranos
Fernández nació y se crio en Long Beach, California . Su padre emigró de Cuba, donde jugaba béisbol, y su madre era de ascendencia puertorriqueña. La madre de Fernández jugaba, con su hermano (el tío de Lisa) stickball, un juego callejero similar al béisbol que se juega con un palo de escoba y una pelota de goma. Fernández comenzó a jugar sóftbol a la edad de ocho años. Cuando tenía doce años, jugó en una liga infantil local. Probó como lanzadora, sin embargo, su entrenador le dijo que nunca lo lograría porque no tenía el tamaño y la constitución adecuados. En St. Joseph High School, Fernández se unió al equipo de softbol femenino de su escuela y junto con sus compañeras de equipo ganó el Campeonato CIF.

## Carrera universitaria
Al graduarse de la escuela secundaria, fue aceptada en UCLA, donde jugó sóftbol y obtuvo una licenciatura en psicología, jugó en UCLA de 1990 a 1993. Fue ganadora en tres ocasiones del premio Pac-12 Player of the Year y cuatro veces ganadora del Honda Sports Award de softbol, y se convirtió en la primera jugadora de softbol en ganar la Copa Honda-Broderick en 1993, otorgada a la Destacada deportista colegiada en todos los deportes.
Cuatro veces jugadora del primer equipo All-American, llevó a UCLA a dos campeonatos nacionales (1990 y 1992) y dos subcampeonatos (1991 y 1993).

## Equipo olímpico de softbol femenino de EE. UU.
En 1990, Fernández ganó una medalla de oro en el Campeonato Mundial ISF (Federación Internacional de Softbol). Entre sus logros se encuentran:
- 1991, medalla de oro en los Juegos Panamericanos
- 1994, medallas de oro en Campeonatos Mundiales ISF y Clasificatorios Panamericanos
- 1991 y 1992, premio a la deportista del año[9]
- Llevó a UCLA a dos títulos de la Serie Mundial de Universidades Femeninas de la NCAA
- Cuatro veces All-American del primer equipo de la NFCA
- Premio NCAA Top VI otorgado a los seis mejores estudiantes atletas senior en todas las divisiones
- 1993, ganadora de la Copa Honda-Broderick, atleta femenina universitaria más destacada del país[10]
- 1991-93, cuatro veces ganador del premio Honda Sports Award por softbol presentado al mejor jugador de softbol de la nación
- 1996, medalla de oro olímpica en los Juegos Olímpicos de 1996 celebrados en Atlanta, Georgia
- 1998, medalla de oro en Juegos Panamericanos;
- 2000, medalla de oro olímpica en los Juegos Olímpicos de Sídney 2000 celebrados en Australia, donde estableció un récord de 25 ponches en el softbol femenino
- 2002, medalla de oro en el Campeonato Mundial ISF
- 2003, medalla de oro en los Juegos Panamericanos
- 2004, medalla de oro olímpica en los Juegos Olímpicos de Atenas 2004 celebrados en Grecia .

## Honores

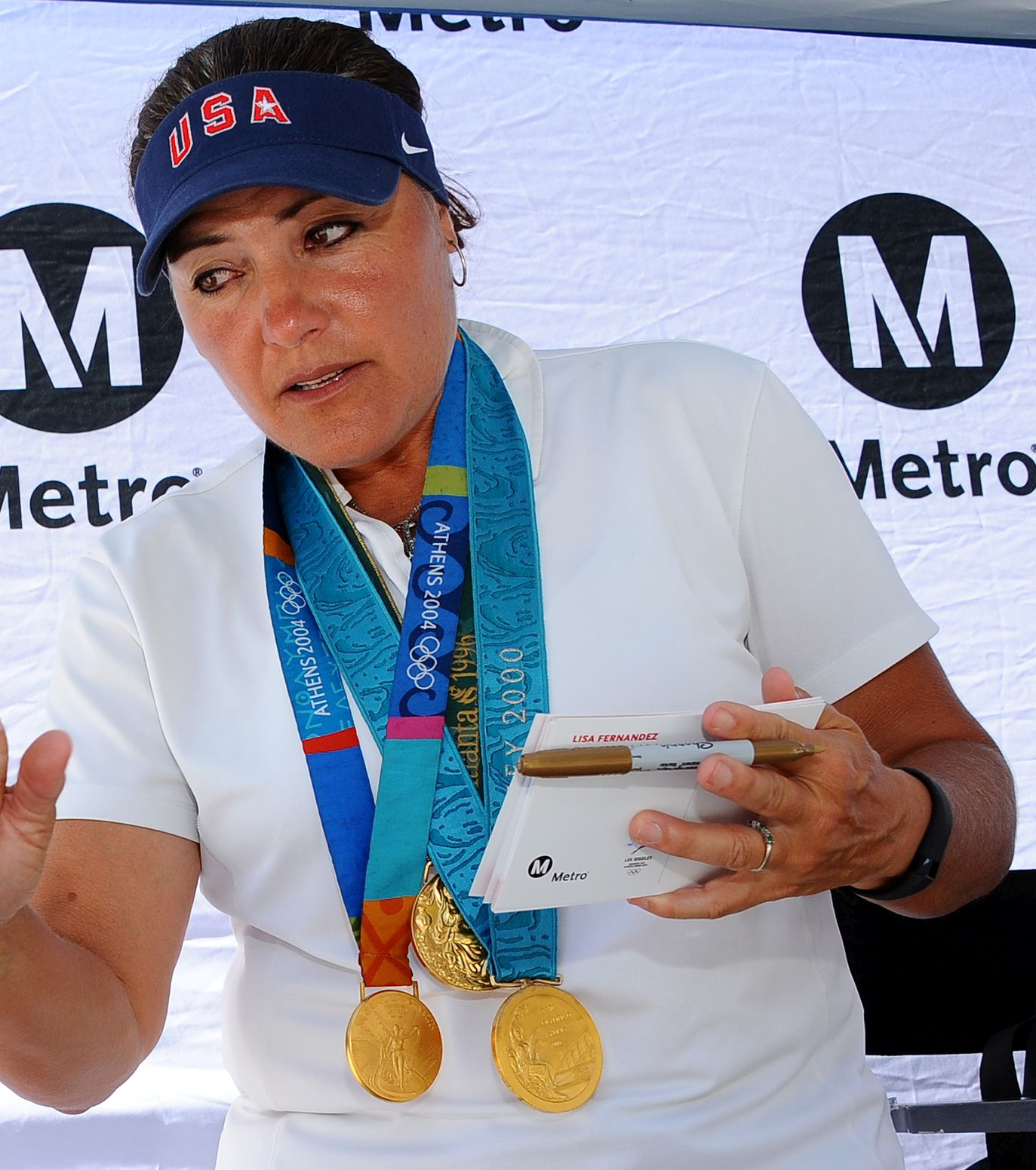
Lisa Fernandez en 2016

El 24 de abril de 2001, el Ayuntamiento de Lakewood reconoció a Fernández como uno de los atletas más notables que jamás haya venido de los patios de recreo y las bolas de diamantes de Lakewood. El ayuntamiento nombró al campo de béisbol de Mayfair Park en su honor, como Atleta del Año en el Salón de la Fama de los Deportes de Lakewood.
Fernández fue incluido en el Santuario de los Eternos del Relicario de Béisbol en 2019.

## Años después
Fernández es actualmente entrenadora asistente del equipo de softbol femenino en UCLA. En 2017, fue suspendida dos juegos por golpear a un árbitro después de ser expulsada de un juego de la Serie Mundial Universitaria Femenina de Bruins.

## Estadísticas

### UCLA Bruins
| AÑO     |    | L | GP  | GS | CG | SHO | SV | IP    | H   | R  | ER | BB  | ASÍ QUE | ERA  | LÁTIGO |
| 1990    | 11 | 1 | 15  | 12 | 12 | 8   | 0  | 83.0  | 33  | 6  | 3  | 10  | 51      | 0.25 | 0.52   |
| 1991    | 20 | 3 | 26  | 24 | 23 | 16  | 1  | 165.2 | 68  | 9  | 6  | 22  | 165     | 0.25 | 0.54   |
| 1992    | 29 | 0 | 30  | 27 | 27 | 22  | 0  | 196.1 | 77  | 7  | 4  | 25  | 220     | 0.14 | 0.52   |
| 1993    | 33 | 3 | 36  | 33 | 33 | 28  | 0  | 249.2 | 80  | 10 | 9  | 46  | 348     | 0.25 | 0.50   |
| TOTALES | 93 | 7 | 107 | 96 | 95 | 74  | 1  | 694.2 | 258 | 32 | 22 | 103 | 784     | 0.22 | 0.52   |

| AÑO     | G   | AB  | R   | H   | BA   | RBI | HR | 3B | 2B | TB  | SLG   | BB | ASÍ QUE | SB | SBA |
| 1990    | 67  | 213 | 27  | 66  | .310 | 22  | 1  | 2  | 7  | 80  | .375% | 12 | 6       | 1  | 1   |
| 1991    | 63  | 205 | 25  | 70  | .341 | 32  | 2  | 1  | 9  | 87  | .424% | 17 | 2       | 0  | 0   |
| 1992    | 56  | 177 | 47  | 71  | .401 | 29  | 1  | 4  | 10 | 92  | .520% | 21 | 5       | 2  | 2   |
| 1993    | 54  | 157 | 43  | 80  | .509 | 45  | 11 | 2  | 12 | 129 | .821% | 35 | 3       | 0  | 0   |
| TOTALES | 240 | 752 | 142 | 287 | .381 | 128 | 15 | 9  | 38 | 388 | .516% | 85 | 16      | 3  | 3   |

### Olimpiadasde EE.UU. del equipo
| AÑO     |   | L | GP | GS | CG | SHO | SV | IP   | H  | R | ER | BB | ASÍ QUE | ERA  | LÁTIGO |
| 1996    | 1 | 0 | 3  | 2  | 1  | 1   | 1  | 21.0 | 4  | 2 | 1  | 0  | 31      | 0.33 | 0.19   |
| 2000    | 2 | 1 | 4  | 4  | 2  | 1   | 0  | 29.2 | 7  | 3 | 2  | 4  | 52      | 0.48 | 0.37   |
| 2004    | 4 | 0 | 4  | 4  | 4  | 3   | 0  | 24.0 | 9  | 1 | 1  | 3  | 10      | 0.29 | 0.50   |
| TOTALES | 7 | 1 | 11 | 10 | 7  | 5   | 1  | 74.2 | 20 | 6 | 4  | 7  | 93      | 0.37 | 0.36   |

| AÑO     | G  | AB | R  | H  | BA   | RBI | HR | 3B | 2B | TB | SLG   | BB | ASÍ QUE | SB | SBA |
| 1996    | 9  | 23 | 5  | 8  | .348 | 5   | 1  | 0  | 0  | 11 | .478% | 5  | 2       | 1  | 1   |
| 2000    | 9  | 31 | 2  | 3  | .097 | 2   | 1  | 0  | 0  | 6  | .193% | 3  | 4       | 0  | 0   |
| 2004    | 9  | 22 | 3  | 12 | .545 | 8   | 1  | 0  | 3  | 18 | .818% | 4  | 0       | 0  | 0   |
| TOTALES | 27 | 76 | 10 | 23 | .302 | 15  | 3  | 0  | 3  | 35 | .460% | 12 | 6       | 1  | 1   |